# Тереза Грейвс
Тереза Грейвс (на английски: Teresa Graves) е американска актриса и поп певица известна в киното и музикалните среди с псевдонима „Tootie“.

## Биография и кариера
След като завършва гимназия, Тереза Грейвс започва кариерата си като певица в групата „The Doodletown Pipers“ като обикаля клубове в Америка, Канада и Пуерто Рико в продължение на две години. По-късно тя се насочва към актьорското майсторство и се появява редовно в телевизионни шоута, като „Our Place“ през 1967 г. и „Turn-On“ през 1969 г. Тя има и поддържащи роли в няколко филма, включително „Black Eye“ (1974), „That Man Bolt“ (1973) и „Vampira“ (1974 г.), заедно с Дейвид Нивен.
В тв сериала криминална драма „Get Christie Love“ (1974 г.), през сезон 1974 – 1975 г., Тереза Грейвс изиграва най-голямата си роля като първата черна жена, която е наета от полицейския отдел на голям град. Чарлс Киофи и Джак Кели, в ролите на лейтенанти Реардън и Райън, описват Тереза Грейвс като „най-възхитителния детектив на телевизията, което е олицетворение на ченге с по-женствени черти от тези дори на самата богиня Венера“.

## Късен период и смърт
Тереза Грейвс напълно изоставя кариерата си през 1983 г., за да се концентрира върху духовния си живот. Самата тя заявява че е решила да се „ожени за Господ“ и през средата на 70-те години Тереза Грейвс става проповедник на пълен работен ден на духовната организация „Свидетелите на Йехова“.
Тереза Грейвс умира трагично в домашен пожар през 2002 г. на 54 години. Пожарникарите, които са в района на Хайд Парк в Лос Анджелис, откриват Тереза Грейвс в безсъзнание в задната спалня на дома ѝ. Тя е отведена в болницата „Daniel Freeman Hospital – Memorial“, но малко по-късно умира от изгарянията и дима, вдишван вследствие от пожара. След инцидента съседите твърдят, че не знаят нищо за миналото на телевизионна звезда Тереза Грейвс.

## Роли
| година      | заглавие                    | роля               | бележки                                     |
| ----------- | --------------------------- | ------------------ | ------------------------------------------- |
| 1969        | Turn-On                     | редовен изпълнител | 1 епизод                                    |
| 1969 – 1970 | Rowan & Martin's Laugh-In   | редовен изпълнител | 26 епизода                                  |
| 1971        | The Funny Side              | Съпруга            | неизвестен брой епизоди                     |
| 1972        | Keeping Up with the Joneses |                    | тв филм                                     |
| 1972        | The New Dick Van Dyke Show  | Сестра Алън        | 1 епизод                                    |
| 1973        | The Rookies                 | Сюзън Дейвис       | 1 епизод                                    |
| 1973        | That Man Bolt               | Саманта Найтингейл |                                             |
| 1974        | Vampira                     | Графиня Вампира    | алтернативни заглавия: Old Dracula Old Drac |
| 1974        | Black Eye                   | Синтия             |                                             |
| 1974        | Get Christie Love           | Кристи Лъв         | тв филм                                     |
| 1974        | Get Christie Love!          | Кристи Лъв         | 22 епизода                                  |

## Награди и номинации
| година | награда                  | резултат  | категория                        | филм или серия     |
| ------ | ------------------------ | --------- | -------------------------------- | ------------------ |
| 1975   | Награда за златен глобус | номинация | Най – добра телевизионна актриса | Get Christie Love! |
| 1977   | TP de Oro                | награда   | Най-добра чуждестранна актриса   | Get Christie Love! |